# Семенівка (Миргородський район)
Семені́вка (у XIX ст. ще звалось Галещина) — село Миргородського району Полтавської області. Населення станом на 2001 рік становило 339 осіб. Входить до Великобагачанської селищної об'єднаної територіальної громади з адміністративним центром у смт Велика Багачка.

## Географія
Село Семенівка знаходиться за 1,5 км від села Пушкареве. По селу протікає пересихаючий струмок із загатою. Поруч проходить автомобільна дорога М03.
Віддаль до центру громади — 33 км. Найближча залізнична станція Хорол — за 35 км.

## Історія
Село Семенівка виникло в першій половині XIX ст. і належало до Родионівської волості Хорольського повіту Полтавської губернії.
За переписом 1859 року у власницькому селі Семенівка (Галещина) було 95 дворів, 486 жителів.
У 1885 році в колишньому власницькому селі Семенівка (Галещина) було 102 двори, 572 жителя, постоялий двір, діяло 5 вітряних млинів.
За переписом 1900 року село Семенівка (Галещина) Родионівської волості Хорольського повіту Полтавської губернії було центром Семенівської селянської громади. Воно мало 139 дворів, 744 жителя, діяла земська школа.
У 1912 році в селі Семенівці було 822 жителя, діяла земська школа, Всіхсвятська церква.
У січні 1918 року в селі розпочалась радянська окупація.
Станом на 7 вересня 1923 року Семенівка (Галещина) була центром Семеново-Галещинської сільської ради Радивонівського району Лубенської округи. Село було центром Семенівської сільської ради і станом на 12 червня 1925 року.
У 1932–1933 роках внаслідок Голодомору, проведеного радянським урядом, у селі загинув 31 мешканець. Збереглися свідчення про Голодомор місцевих жителів, серед яких Великий Г. В. (1922 р. н.), Гордусенко Є. П. (1922 р. н.), Прибок Г. М. (1915 р. н.).
З 16 вересня 1941 по 14 вересня 1943 року Семенівка була окупована німецько-фашистськими військами.
У 1957 році в селі було встановлено пам'ятники воїнам-односельцям, які полягли на фронтах Німецько-радянської війни, та на братській могилі радянських воїнів, загиблих 1943 року.
13 серпня 2008 у селі урочисто відкрито пам'ятник односельцям — жертвам комуністичного Голодомору.
Село входило до Багачанської Першої сільської ради Великобагачанського району.
12 жовтня 2016 року шляхом об'єднання Великобагачанської селищної ради та Багачанської Першої, Радивонівської, Степанівської, Якимівської сільських рад Великобагачанського району була утворена Великобагачанська селищна об'єднана територіальна громада з адміністративним центром у смт Велика Багачка.

## Економіка
- СФГ "Фортуна"
- СФГ "Альона"

## Населення

### Мова
Розподіл населення за рідною мовою за даними перепису 2001 року:
| Мова       | Кількість | Відсоток |
| ---------- | --------- | -------- |
| українська | 338       | 99.71%   |
| російська  | 1         | 0.29%    |
| Усього     | 339       | 100%     |

## Політика

### Парламентські вибори, 2019
На позачергових парламентських виборах 2019 року у селі функціонувала окрема виборча дільниця № 530009, розташована у приміщенні школи.
Результати
- зареєстровано 196 виборців, явка 57,65%, найбільше голосів віддано за «Слугу народу» — 37,17%, за Радикальну партію Олега Ляшка — 19,47%, за Всеукраїнське об'єднання «Батьківщина» — 11,50%.[4] В одномандатному окрузі найбільше голосів отримали Анастасія Ляшенко (Слуга народу) і Костянтин Іщейкін (самовисування) — по 23,01%, за Фахраддіна Мухтарова (самовисування), Дарину Гермаш (самовисування) і Віталія Мірошниченка (Радикальна партія Олега Ляшка) — по 7,96%[5].

## Пам'ятки історії
- Меморіальний комплекс[d]:

- Пам'ятник воїнам-односельцям, які полягли на фронтах Німецько-радянської війни
- Пам'ятник на братській могилі радянських воїнів, загиблих 1943 року

- Пам'ятний знак жертвам Голодомору 1932—1933 років[d]

## Відомі люди
- Легенький Григорій Миколайович (1945—2011) — український науковець і державний службовець, директор Департаменту розвитку та координації систем транспорту та зв'язку Міністерства інфраструктури України